# 薄壳红山茶
薄壳红山茶（学名：Camellia tenuivalvis），为山茶科山茶属下的一个植物种。